# Svanö sulfitfabrik

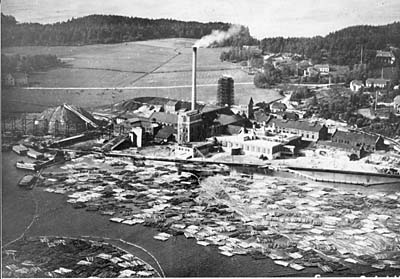
Svanöbruk 1916.

Svanö sulfitfabrik eller Svanöbruk var en sulfitfabrik i Svanö vid Ångermanälven.
Svanö AB började som ett sågverk 1867 på öns östra sida. Sulfitfabriken uppfördes 1906. Ursprungligen hade den en kapacitet på 6 000 - 8 000 ton oblekt sulfitmassa per år men fram till 1934 utökades kapaciteten till 40 000 ton. 1914 bodde 1 500 personer på ön.
1927 köpte Dynäs AB aktiemajoriteten i bolaget och i början av 1960-talet blev Svanö AB ett dotterbolag till detta. Under 1950-talet skedde stora investeringar i delar av fabriken men när skogsbolaget NCB köpte Dynäs AB på sommaren 1966 lades fabriken ned den 1 november 1966 eftersom man antog att det inte längre fanns någon marknad för oblekt sulfitmassa. Vid nedläggningen var kokeri och pappsal mycket hårt slitna och hade till stora delar samma utrustning som när fabriken var ny. Under 1930-talet betecknades fabriken som en mellanstor sulfitfabrik men blev allt mindre betydande allt eftersom nyare och större sulfitfabriker byggdes. Inte förrän under tidigt 1960-tal fick man ordning på de kvalitetsproblem som hade varit ett stort problem. En större utbyggnad hade krävt färskvatten genom en tunnel eftersom fabrikens processvatten ibland kunde ha en låg halt salt. När NCB köpte fabriken stod det egentligen klart att fabriken skulle läggas ned. Det fanns ingen möjlighet till utvidgning eller ersättning eftersom råvaran i Ådalen inte skulle räcka till för de större bruken i Utansjö och Väja 
Efter nedläggningen monterades maskinerna bort medan byggnaderna förföll. Marken såldes till Kramfors kommun 1972 som 1976 rev alla fabriksbyggnader men behöll de två oljecisternerna. Den ena cisternen används idag som klättervägg och konsertsal.
Fabriksverksamheten har lämnat efter sig föroreningar i form av höga halter av kisaska och kvicksilver i marken.